# Antikvariát

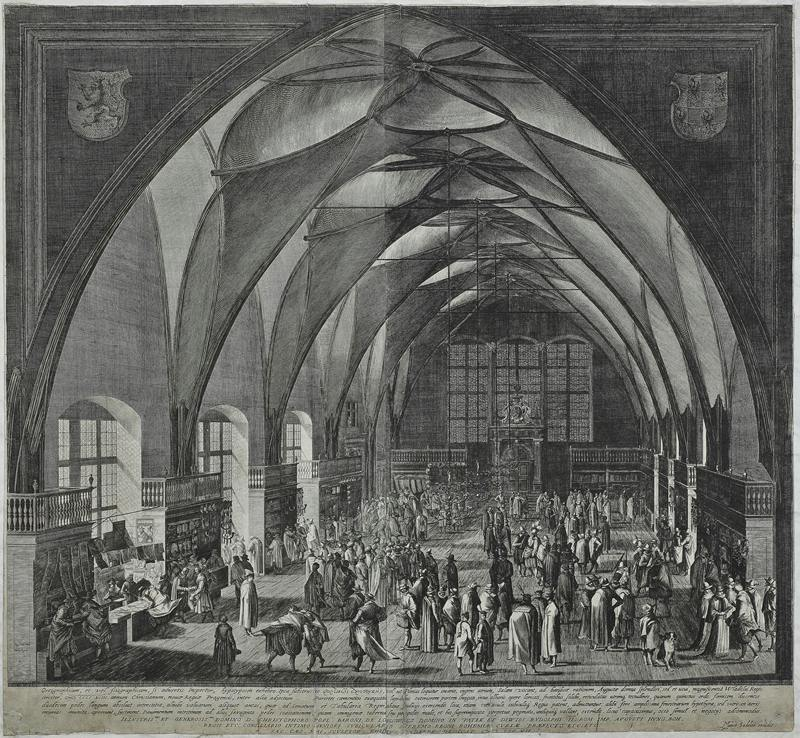
Antikváři ve Vladislavském sále na Pražském hradě kolem roku 1600, rytina Aegidius Sadeler

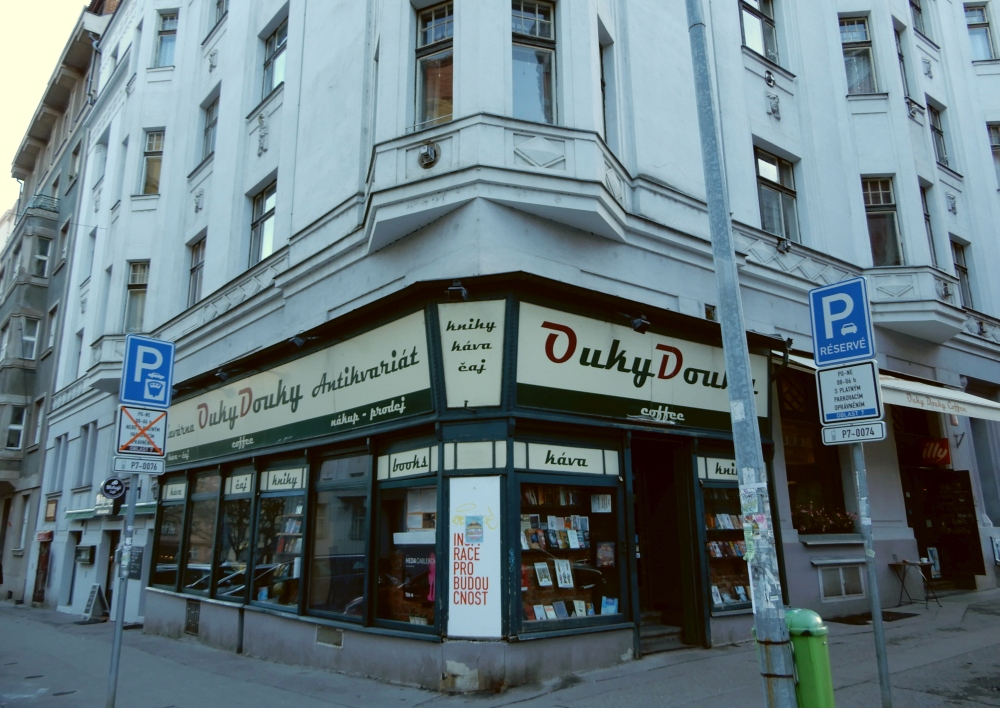
Antikvariát a kavárna Ouky-Douky v Praze 7 – Holešovicích

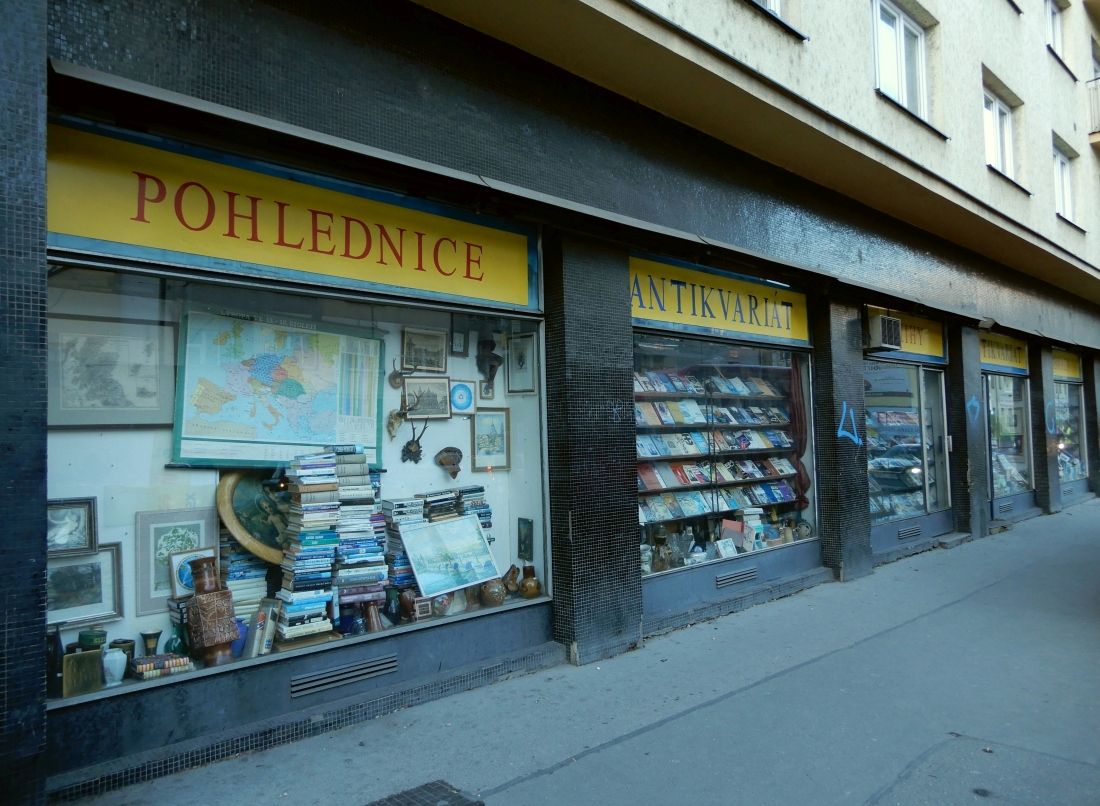
Novákův antikvariát v Praze 7 – Holešovicích

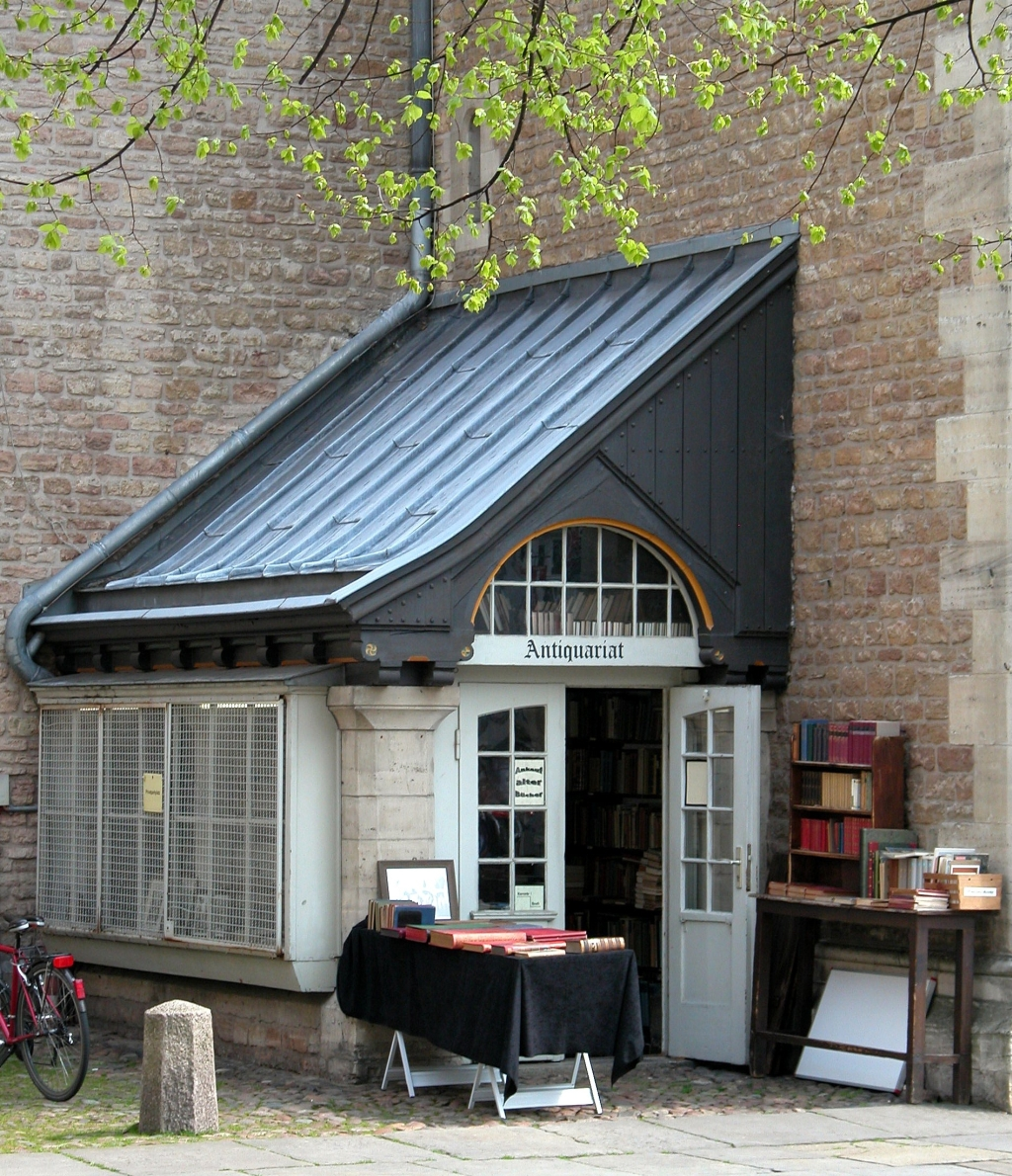
Brunšvik, nejmenší antikvariát v Německu, Burgplatz

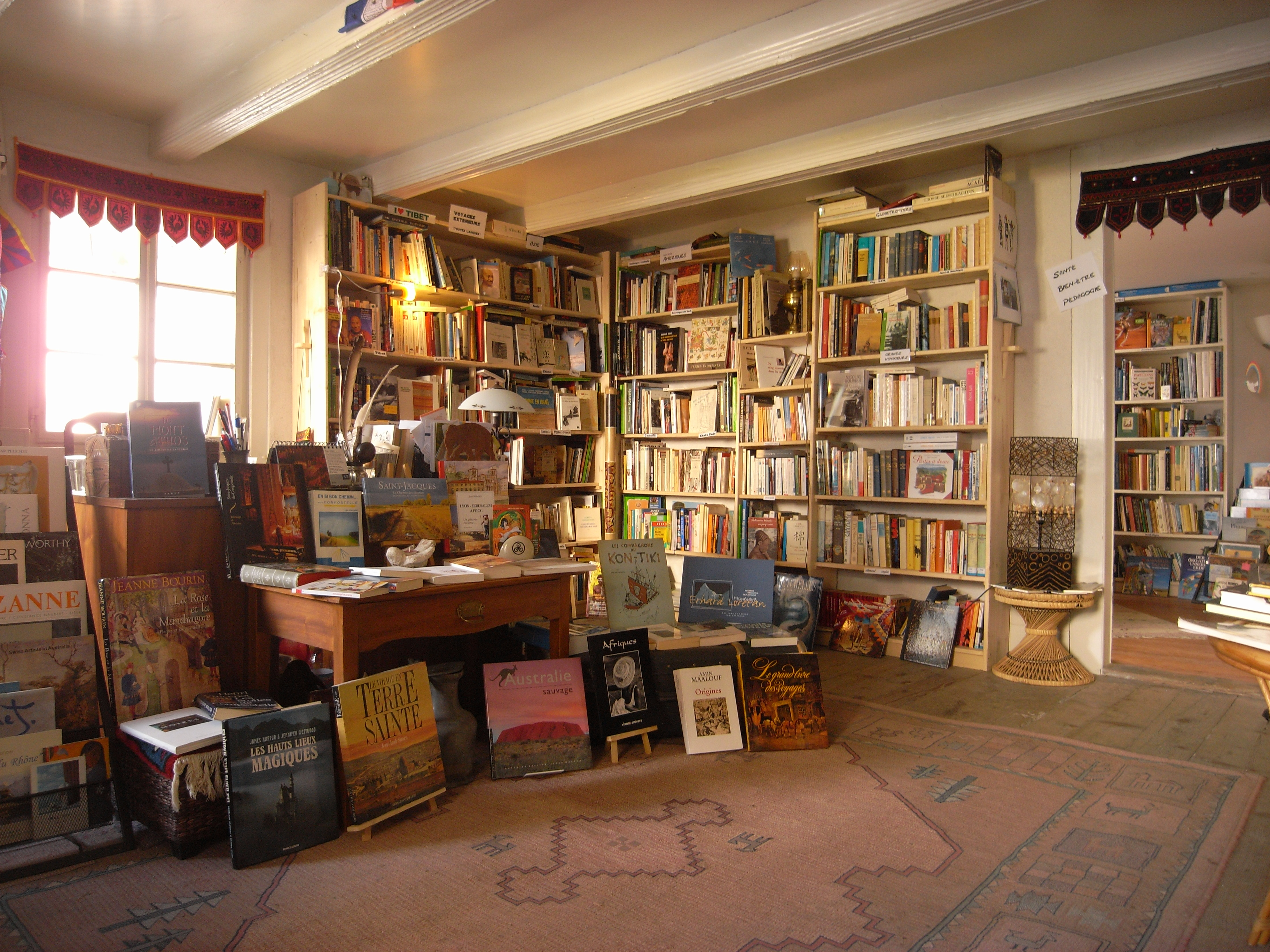
Antikvariát ve městě Saint-Pierre-de-Clages ve Švýcarsku

Antikvariát je obchod, kde se prodávají a vykupují hlavně použité knihy, staré tisky, ale i grafika, mapy, pohlednice, dopisy, autogramy, staré bankovky, časopisy, noviny a někdy také hudební nosiče, noty a další materiály, čímž se liší od běžných knihkupectví, které prodávají tyto materiály pouze nové.

## Historie
Prodej použitých knih navazuje na starověkou tradici, například ptolemaiské knihovny v egyptské Alexandrii. Rozvoj obchodování s knihami v Evropě nastal až po objevení knihtisku a mědirytiny v polovině 15. století. Obojí distribuovali antikváři doby renesanční, kteří se usídlili kolem roku 1600 v Praze, například ve Vladislavském sále. Pozdějšími antikváři byli sami nakladatelé a vydavatelé jako Václav Matěj Kramerius a jeho Pražská expedice. Drobný obchod s knihami kvetl ve městech zejména v 19. a počátkem 20. století na veřejných prostranstvích, na tržištích, jak dodnes provozují pařížští bukinisté.

## Současnost
Některé antikvariáty jsou provozovány zároveň s knihkupectvím, jiné se starožitnictvím a pořádají aukce vzácných knih. Další antikvariáty jsou spojeny s kavárnou. Mnoho antikvariátů už dnes nemá vůbec kamennou prodejnu a své nabídky zveřejňuje pouze na internetu, například Knihobot.

### České antikvariáty
V Česku je v současné době 200–300 obchodů více či méně splňujících tuto definici. Z toho více než 60 je jich v Praze, což je v celé Evropě jedno z nejvyšších čísel na počet obyvatel, například Berlín s dvojnásobkem obyvatelstva má jen 63 antikvariátů.
- Nejmenší český antikvariát byl v 80. letech 20. století zřízen na ploše 18 m² ve Zlaté uličce na Pražském hradě.

### Zahraničí
- Největší kamenný antikvariát ve střední Evropě je ve Frankfurtu nad Mohanem.
- Nejmenší antikvariát ve střední Evropě je v Brunšviku.
- Největší internetový antikvariát provozuje Amazon[3]
- Největší kamenný antikvariát na světě je Strand Books na newyorské Broadwayi.